# Boeing MQ-25 Stingray
«Boeing MQ-25 Stingray» — американский беспилотный самолёт-заправщик, созданный в рамках программы ВМФ США CBARS (англ. Carrier-Based Aerial-Refueling System - Система Дозаправки в Воздухе Авианосного Базирования), выросшей из программы создания БПЛА для авианосцев UCLASS (англ. Unmanned Carrier-Launched Airborne Surveillance and Strike - Беспилотный Запускаемый с Авианосца Воздушный Разведчик и Ударник). Первый прототип полетел 19 сентября 2019 года.

## История разработки

### Задание на разработку
Работа над проектом ВМФ США UCLASS началась в 2006 году. Флот хотел получить ударный БПЛА малой заметности, способный взлетать с авианосца и садиться на него, а также прорывать системы ПВО противника. В ходе развития программы, к 2012 году, требования к ударному функционалу нового комплекса отступили на второй план, а вместо этого приоритет был отдан скорости разработки, а также разведывательным возможностям нового БПЛА, который теперь предполагалось использовать в конфликтах низкой интенсивности.
1 февраля 2016 года, после многочисленных задержек в ходе программы из-за изменения требований к соотношению ударных и разведывательных функций нового комплекса, было объявлено, что финансирование будет перенаправлено на создание беспилотного самолёта-заправщика с некоторыми разведывательными функциями, а также возможностью использования в качестве ретранслятора. Разработка ударной версии БПЛА предполагается позднее. 
В качестве причины принятого решения называлось старение имеющейся в распоряжении флота палубной авиации, вынуждающее приоритезировать расходы на закупку новых F/A-18, а также на достижение готовности F-35C. Кроме того, указывалось на необходимость самолёта-заправщика в составе авиакрыла авианосцев, а альтернативы в виде разработки нового заправщика на базе имеющихся пилотируемых систем или реактивации S-3B представлялись или избыточно дорогими, или неспособными обеспечить желаемую эффективность. Все эти проблемы планировалось решить разработкой беспилотного заправщика без требований к ударным возможностям и со снижением требований к малозаметности, что должно было обеспечить низкую цену за борт.
В июле 2016 новый комплекс получил официальное обозначение «MQ-25A Stingray». Были подписаны четыре контракта на разработку: с Boeing, General Atomics, Lockheed Martin и Northrop Grumman. Окончание опытно-конструкторских работ предполагалось к 2017 году, а боевая готовность новой машины — к началу или середине 2020-х.
Характеристики, предусматриваемые проектом - способность заправщика доставить 6800 кг топлива на дальность до 930 км, обеспечив 4-6 дозаправок в воздухе. По мнению вице-адмирала Майка Шумейкера, использование подобных БПЛА позволит увеличить боевой радиус F/A-18E/F Super Hornet авианосного авиакрыла с 830 до 1300 км.

### Выбор разработчика
19 декабря 2017 года компания Boeing представила свой образец на конкурс, основанный на Boeing Phantom Ray и других БПЛА своей разработки.
General Atomics представила образец, основанный на увеличенном БПЛА Avenger (Predator C). Утверждалось, что использование имеющихся наработок позволит сократить время разработки нового комплекса.
Lockheed Martin предложила вариант БПЛА Lockheed Martin Sea Ghost, первоначально создававшийся как ударный БПЛА в рамках конкурса UCLASS с использованием схемы «летающее крыло» на основе RQ-170 Sentinel.
Northrop Grumman 25 октября 2017 года заявила, что прекращает участие в конкурсе своего образца, основанного на разработанном для UCLASS БПЛА X-47B. По мнению некоторых наблюдателей, это стало признаком того, что Флот предпочитает БПЛА, построенные не по схеме «летающее крыло».
30 августа 2018 года компания Boeing была объявлена победителем конкурса и получила контракт на сумму в 805 млн долларов, предусматривающий создание четырёх MQ-25 Stingray к августу 2024 года. Предусматривается расширение программы до 13 млрд долларов и производство до 72 образцов нового БПЛА.

### Лётные испытания
Первый лётный образец MQ-25 был выкачен с опытного завода корпорации Boeing в Сент-Луисе в конце апреля 2019 года. После опытных пробегов по полосе аэродрома St. Louis MidAmerica, прилегающего в авиабазе ВВС США Скотт, MQ-25 получил сертификацию ФАА и разрешение на лётные тесты. Первый полёт состоялся 19 сентября.
По состоянию на март 2021 года двадцать ЛА, базирующиеся в Naval Base Ventura County, выполнили 480 испытательных полётов.
В июле 2021 года MQ-25 Stingray стал первым в истории авиации беспилотным аппаратом, совершившим дозаправку в воздухе другого самолёта.

## Конструкция
MQ-25 использует один турбовентиляторный двигатель Rolls-Royce AE 3007N тягой 4500 кгс, который также установлен на уже применяющийся ВМФ США MQ-4C Triton. Из-за применённой аэродинамической схемы и использования для дозаправки подвесного аппарата, MQ-25 имеет больший ЭПР, чем БПЛА, построенные по схеме «летающее крыло» и выполняющие миссии без внешних подвесок. Тем не менее, в нём используются средства снижения заметности, включая форму фюзеляжа, V-образное хвостовое оперение и форму воздухозаборника, скрывающую лопатки двигателя от радаров.

## Технические характеристики
- Длина - 15,5 м (51 фт)
- Размах крыла - 22,9 м (75 фт)
- Размах крыла при складывании - 9,5 м (31 фт)
- Высота - 3,4 м (11,1 фт)
- Высота при сложенном крыле - 4,8 м (15,7 фт)
- Боевой радиус - 926 км (500 nm) с полезной нагрузкой в 6800 кг (15000 lb).
- Максимальная скорость - 620 км/ч. [3]